# Dmitri Chestnov
Dmitri Nikoláyevich Chestnov (del ruso: Дмитрий Николаевич Честнов) es un astrónomo ruso dedicado a la observación y fotogrametría de cometas y asteroides. Vive en Saransk, la capital de la República de Mordovia, en Rusia.

## Investigación
El Centro de Planetas Menores le acredita el descubrimiento de 18 asteroides durante 2009 y 2010, todos en colaboración con el astrónomo ruso y colega Artiom Novichónok desde el Observatorio Tzec Maun, en Mayhill, Nuevo México (Código IAU: H10).
Mirando la base de datos Comet Observation database (COBS), que es mantenida por el Observatorio esloveno de Črni Vrh, Dmitri Chestnov ha informado de docenas de observaciones de cometas bajo su código de usuario "CHE09". Varias de las observaciones cometarias, incluyendo las del cometa hiperbólico C/2009 O4 (HILL), las llevó a cabo desde la estación del hemisferio sur del Observatorio Tzec Maun situada en Pingelly, Australia Occidental (Código IAU:D25). También ha participado en la recuperación del cometa periódico 246P/NEAT en la Kislovodsk Mountain Astronomical Station  del Observatorio de Púlkovo(Código IAU:D20) en noviembre de 2011 (M.P.C. 72435). Ha publicado un gran número de curvas de luz de cometas en su website Comet Light Curve Refinement Program (LiCuRG).
| Asteroides descubiertos: 18                                                  | Asteroides descubiertos: 18 |
| ---------------------------------------------------------------------------- | --------------------------- |
| (228165) Mezentsev                                                           | 26 de septiembre de 2009    |
| (231649) Korotkiy                                                            | 17 de noviembre de 2009     |
| (264156) 2009 WV5                                                            | 17 de noviembre de 2009     |
| (269568) 2009 WS105                                                          | 25 de noviembre de 2009     |
| (274981) Petrsu                                                              | 12 de octubre de 2009       |
| (279340) 2009 YM6                                                            | 17 de diciembre de 2009     |
| (296747) 2009 UB1                                                            | 17 de octubre de 2009       |
| (296818) 2009 WW5                                                            | 17 de noviembre de 2009     |
| (328734) 2009 UA1                                                            | 17 de octubre de 2009       |
| (331056) 2009 WX                                                             | 17 de noviembre de 2009     |
| (369400) 2009 WS7                                                            | 18 de noviembre de 2009     |
| (379283) 2009 VF1                                                            | 9 de noviembre de 2009      |
| (407154) 2009 UH2                                                            | 18 de octubre de 2009       |
| (407228) 2009 WY10                                                           | 20 de noviembre de 2009     |
| (407231) 2009 WA25                                                           | 21 de noviembre de 2009     |
| (441872) 2010 AC40                                                           | 9 de enero de 2010          |
| (457939) 2009 VG1                                                            | 9 de noviembre de 2009      |
| (465786) 2010 AU60                                                           | 11 de enero de 2010         |
| Todos los asteroides han sido descubiertos en colaboración con A. Novichonok |                             |

Entre las observaciones publicadas en las circulares del MPC se encuentran las correspondientes a los asteroide Apolo y Amor descubiertos entre 2009 y 2011.